# Amorín
Amorín (llamada oficialmente San Xoán de Amorín) es una parroquia española del municipio de Tomiño, en la provincia de Pontevedra, Galicia.

## Otras denominaciones
La parroquia también es conocida por el nombre de San Juan de Amorín.

## Organización territorial
La parroquia está formada por 5 Entidades de población:
- Arrotea (A Arrotea)
- Baceiro
- Carregal de Abaixo
- Carregal de Arriba
- O Outeiro

## Demografía
| Gráfica de evolución demográfica de Amorín entre 2000 y 2019 |
|                                                              |
| Datos según el nomenclátor publicado por el INE.             |